# 狙った恋の落とし方。
『狙った恋の落とし方。』（ねらったこいのおとしかた、原題：非誠勿擾）は、2008年公開の中国映画。フォン・シャオガン監督。グォ・ヨウ、スー・チー主演。
2010年には続編『狙った恋の落とし方。2』（原題：非誠勿擾2）が公開された（日本では2011東京／札幌・中国映画週間で上映）。2023年にはさらなる続編『非誠勿擾3』が公開された。

## 概要
フォン・シャオガンが、中国で海帰（ウミガメ）とも呼ばれる留学経験のある中年男性を主人公にしたラブコメディの正月映画。2008年の世界経済危機で、人々の疲弊した心に、誠実な心の大切さと、声援を送るために撮影したという。
映画後半の主舞台は北海道の道東地方（釧路、阿寒湖、網走、厚岸、斜里、美幌）で、映画の大ヒットにより中国に北海道観光ブームを巻き起こした。この北海道ロケに関し、フォン・シャオガン監督が交友関係のある人物の紹介で、1990年代東京から釧路へのフェリーで訪問したことがあり、本人はひどく風景に感動したことがある。映画の最後で船上にいるのはそのためである（撮影は　韓国済州島でのクルーズ船）。その後、ある人物の恋愛話を思い出し、道東を舞台にした恋愛映画を撮影したことをCCTV収録の番組で語っている。映画のなかで道東を案内する中国人は、演じている宇崎逸聡（上海から日本へ留学後日本国籍取得）をモデルとしており、彼は現在中国映画のプロモーションで活躍している。
また、映画公開後19日間で興行収入が3億元（約41億円）を突破し、これまで中国で正月映画最大のヒット作だった2006年の『王妃の紋章』の2億9800万元（約40億7000万円）を抜き、歴代興行成績1位を記録した。
日本では大阪アジアン映画祭2009で『誠実なおつき合いができる方のみ』、2009東京・中国映画週間で『誠意なる婚活』の邦題で上映され、2010年に『狙った恋の落とし方。』の邦題で劇場公開された。

## あらすじ
米国に留学経験のある秦奮（チン・フェン）は、投資で大当たり。一晩で億万長者へとなった秦奮は、結婚相手を募集するため、自分のブログで募集広告を出したり、杭州、海南への旅に出たりする。
秦奮はその過程で、笑笑（シャオシャオ）という客室乗務員と知り合う。笑笑にはすでに不倫関係の恋人がいたのだが、想いを吹っ切るために、秦奮と日本の北海道旅行へ出かける事に。旅行中、道東の美しい大自然の中で、秦奮の誠実さに惹かれていく笑笑だったが、間もなく自殺未遂を犯す。

## 主な出演者
- 秦 奮（チン・フェン）：グォ・ヨウ（葛優）
- 梁 笑笑（リャン・シャオシャオ）：スー・チー（舒淇）
- 笑笑の恋人：アレックス・フォン（方中信）
- 投機資産家：ファン・ウェイ（范偉）
- 台湾のお金持ちのお嬢様：ビビアン・スー（徐若瑄）
- 北海道の案内者の鄥桑：宇崎逸聡
- 元同僚のゲイ：フォン・ユェンジェン（馮遠征）
- 株式ディーラー：フー・カ（胡可）
- 墓地セールス：フー・ジャーイー（何佳怡）
- 居酒屋の四姉妹：二宮さよ子、磯村みどり、雪代敬子、松浪志保

## 主な撮影場所
- 北京市 - 国際貿易センター、明の十三稜、北海公園
- 杭州市 - 西湖国賓賓館
- 網走市 - 北浜駅、能取岬
- 厚岸町 - 国泰寺、厚岸道立自然公園
- 釧路市 - 炉端～煉瓦、阿寒湖温泉、阿寒国立公園、ホテル～鄙の座・鶴雅、炉端～浜っ子、ANAクラウンプラザ釧路
- 弟子屈町 - 阿寒横断道路、屈斜路湖
- 斜里町 - キリスト兄弟団斜里教会、岩尾別温泉 三段の湯、斜里町立国保病院、国設知床野営場、知床国立公園
- 美幌町 - 美幌峠
- 大空町 - 女満別朝日

## 挿入歌
- 「昴」：谷村新司

## 映画による影響
- 道東への中国人観光客が増え、釧路空港への国際チャーター便が2009年から増加することになった。映画に登場する炉端への海外からの観光客が増えた。

- 一方、本作の影響により中国人資本家による北海道の土地購入が増えたという[4]。だがこの事が国内で問題化し、2011年から2012年にかけて北海道において水資源保全条例が成立する要因となった。

- 2017年7月、中国人の女性が阿寒湖や釧路を旅行中、失踪。翌月に死体が発見された[5]。死因は自殺とみられ、動機にはこの映画が影響していると考えられている[6]。

## 参考
- 映画『非誠勿擾』が呼んだ観光ブーム われはゆく北海道へ - 人民中国
- 映画「非誠勿擾」のロケ地観光（1） - 北海道チャイナワーク 情報箱Blog
- 映画「非誠勿擾」に出演した「北海道民」① - チャイナネット日本語版
- 映画『非誠勿擾』のブームで北海道が中国人観光客から注目 - 北京週報日本語版
- 北海道ブームの「仕掛け人」／中国映画「狙った恋の落とし方。」宇崎逸聡プロデューサー - ノーススタイルHOME